# Opogona punctata
Opogona punctata är en fjärilsart som beskrevs av Walsingham 1900. Opogona punctata ingår i släktet Opogona och familjen äkta malar. Inga underarter finns listade i Catalogue of Life.